# Tero Järvenpää

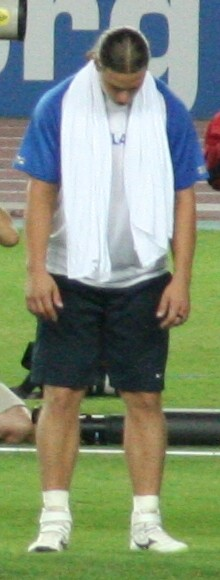
Tero Järvenpää 2007 in Osaka

Tero Mikael Järvenpää (* 2. Oktober 1984 in Tampere) ist ein ehemaliger finnischer Leichtathlet.
Järvenpää tritt für den Tampereen Pyrintö / Mizuno Track Club im Speerwurf an. Der Vizejunioreneuropameister von 2003 gewann bei der Sommer-Universiade 2005 in Izmir die Silbermedaille; er lag mit 79,61 Meter einen Meter hinter dem Letten Ainārs Kovals. Bei den Leichtathletik-Europameisterschaften 2006 in Göteborg belegte Järvenpää mit einem Wurf über 75,21 Meter den achten Rang. Mit 82,10 Meter wurde Järvenpää bei den Weltmeisterschaften 2007 in Osaka 2007 erneut Achter. Sein Landsmann Tero Pitkämäki gewann den Wettbewerb.
2008 trat er im Vorfeld der Olympischen Spiele in Peking bei der IAAF Golden League mit Podiumsplatzierungen stark auf und stellte am 27. Juli 2008 in Tampere mit 86,68 Meter seinen persönlichen Rekord auf. Im olympischen Finale wurde er mit 86,16 m Vierter. Dabei lag er bis zum letzten Durchgang hinter Andreas Thorkildsen aus Norwegen und Pitkämäki auf dem Bronzerang, ehe der Lette Ainārs Kovals mit einem Wurf über 86,64 m die Bestweiten Pitkämäkis und Järvenpääs übertraf.
Tero Järvenpää ist 1,88 m groß und wiegt 95 kg. 2008 gewann er die finnische Meisterschaft im Speerwurf. Bis 2011 gewann er zudem dreimal Silber und zweimal Bronze.